# Paul Hankar

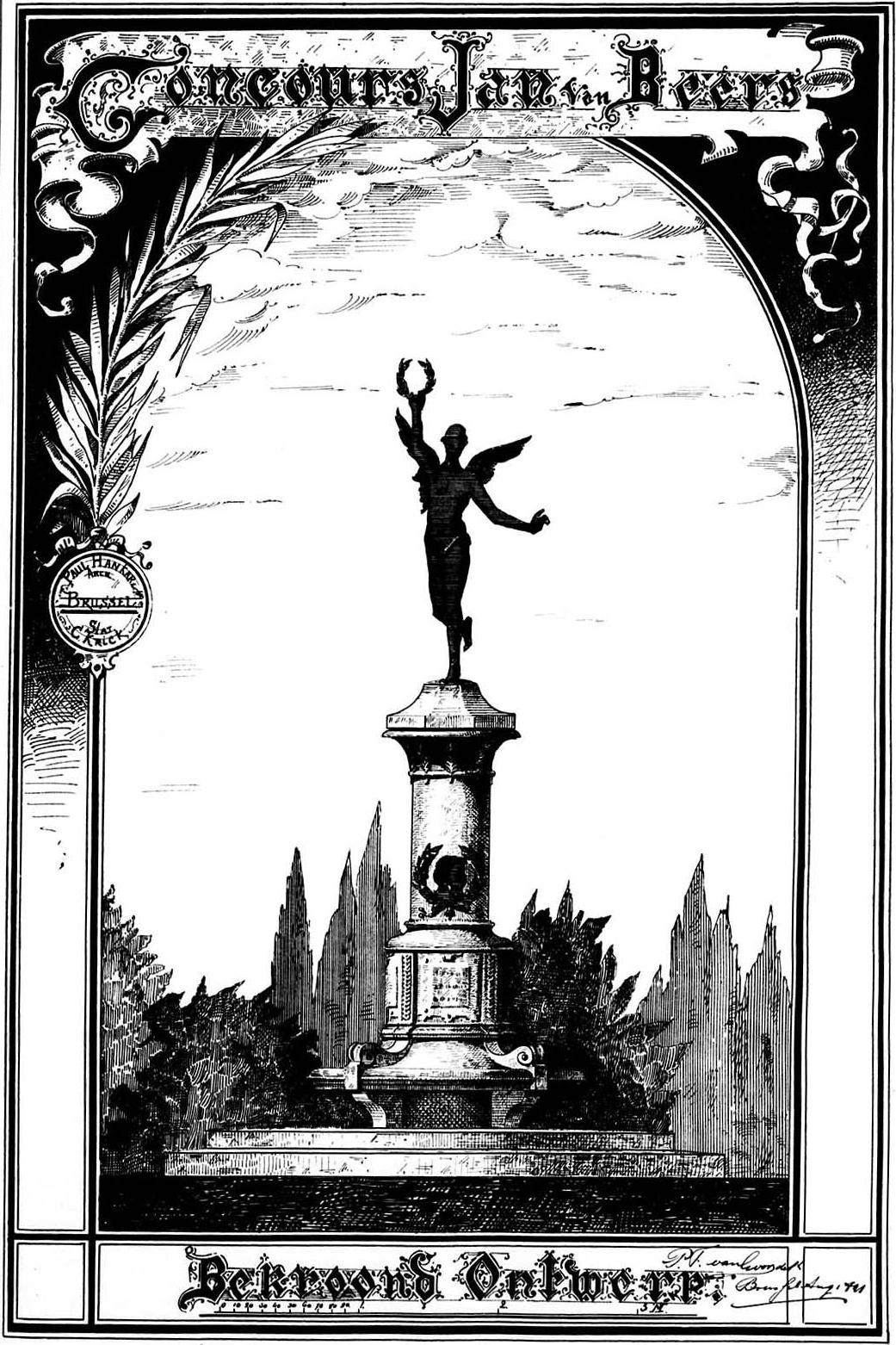
Bekroond prijsvraagontwerp voor het Jan Van Beers-monument, Antwerpen [i.s.m. C. Krick]. 1891.

Paul Hankar (Frameries, 11 december 1859 – Brussel, 17 januari 1901) was een Belgisch architect, pionier en sleutelfiguur voor de Belgische art nouveau. Parallel met Victor Horta ontwikkelde hij een nieuwe stijl die lokale bouwtradities combineert met het Franse rationalisme. 

## Biografie
Hankar groeide op in een familie van Henegouwse steenhouwers. 
Tussen 1873 en 1884 studeerde met onderbrekingen aan de academie in Brussel. Ondertussen werkte hij bij de ornamentbeeldhouwer G. Houtstont, waar hij bevriend raakte met Godefroid De Vreese en andere symbolistisch georiënteerde beeldhouwers. Van 1879 tot 1892 werkte hij op het bureau van Hendrik Beyaert, waar hij zijn eigenlijke architectuuropleiding genoot. Hij werkte aan een degelijke vakkennis, verruimde zijn culturele horizon en verdiepte zich in het rationalisme van Eugène Viollet-le-Duc.
In 1893 richtte hij zijn eigen praktijk op en startte met de bouw van zijn eigen huis in Sint-Gillis. Dit was zijn eerste art-nouveaurealisatie. Hankars vernieuwing schuilt niet zo zeer in de ruimtelijke structuur van zijn gebouwen, maar in de vormentaal die opvalt door de constructieve logica en een verfijnd materiaalgebruik. In 1896 ontwierp hij de Cité des Artistes in de duinen van Westende. Dit vakantieverblijf voor kunstenaars was als een soort phalanstère in een stalen vakwerkconstructie opgevat. In 1897 ontwierp hij een sanatorium in Kraainem dat opviel door het grote ornamentloze glazen volume. In 1897 werkte hij een aantal tentoonstellingsontwerpen uit, waaronder de Congotentoonstelling in Tervuren, waar hij gebruik maakte van exotische motieven. Datzelfde jaar ontwierp hij een woning voor Albert Ciamberlani met een opvallende asymmetrische onderbouw en symmetrische bovenbouw.
In 1891 werd Hankar docent bouwkunde aan de kunstnijverheidsschool van Schaarbeek. In 1891 verliet hij deze instelling om architectuurgeschiedenis te doceren aan het Institut des Hautes Etudes van de Université libre de Bruxelles tot aan zijn dood. Hij was ook actief als redacteur. In 1894-96 was hij redactiesecretaris van L'Emulation. Hij effende in dit tijdschrift het pad voor de art nouveau en bestudeerde het werk van Karel Buls, esthétique des villes. Op de Brusselse wereldtentoonstelling van 1897 gaf Hankar zijn inzichten hieromtrent gestalte in het stedenbouwkundig project Nieuw Brussel, dat uiteindelijk niet werd uitgevoerd.
Hankar stierf op 41-jarige leeftijd in Brussel en liet hierdoor slechts een beperkt oeuvre na.

## Belangrijkste projecten
- 1888: Hoofdzetel van de Algemene Spaar-en Lijfrentekas (smeedwerk) - Brussel, Wolvengracht
- 1893: Huis Hankar (eigen woning) - Sint-Gillis, Defacqzstraat
- 1895: woning Zegers-Regnard
- 1896: Cité des Artistes - Westende
- 1897: sanatorium - Kraainem
- 1897: Hôtel Albert Ciamberlani - Elsene
- 1898: woning Kleyer (1898)
- 1900: Hôtel José Ciamberlani - Elsene
- 1900: monumentale zitbank voor de Wereldtentoonstelling in Parijs, nu Koninginnelaan, Oostende ("Stenen bank"; replica uit 2003-2004)

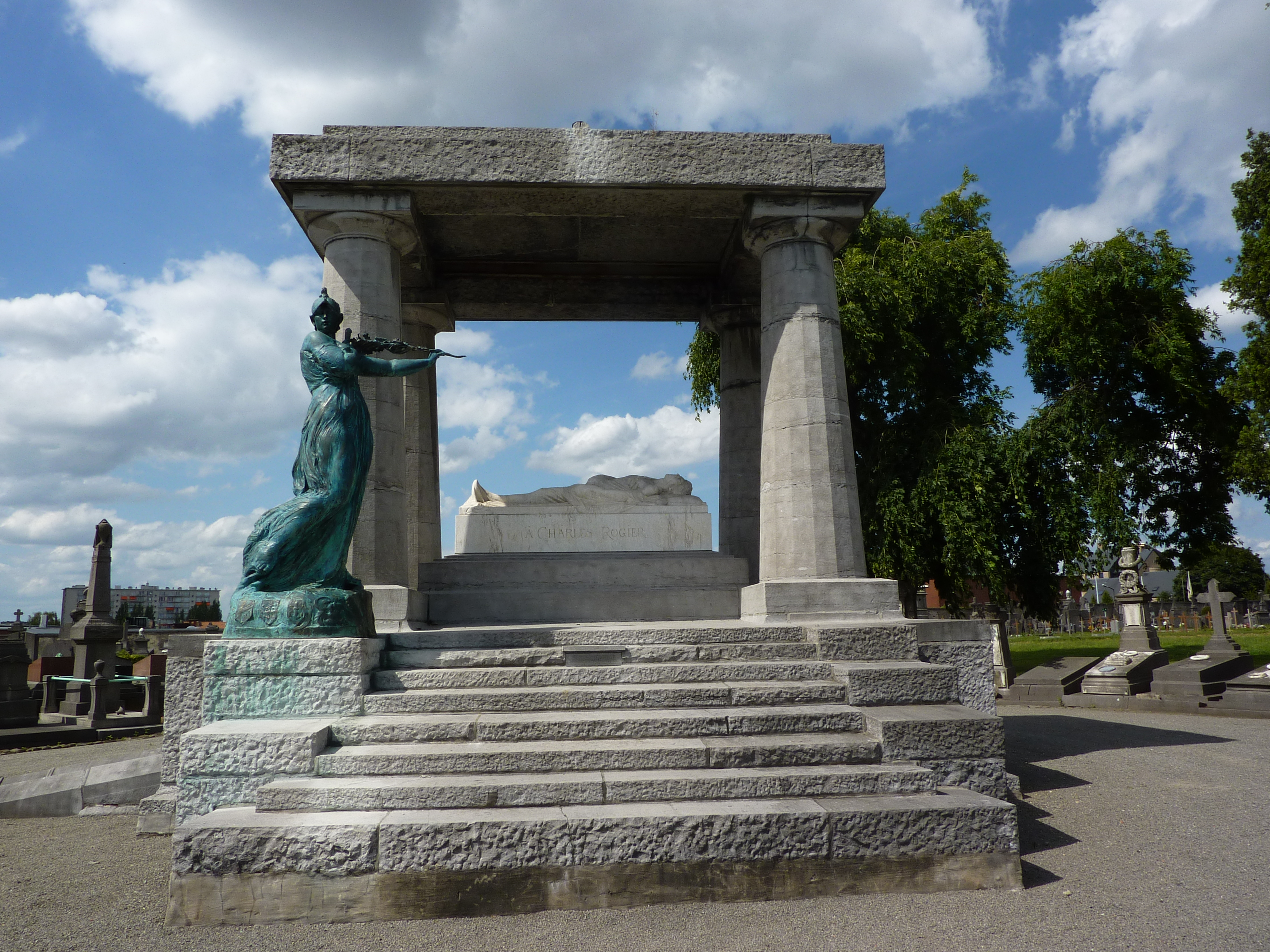
Graftombe voor Charles Rogier te Schaarbeek.
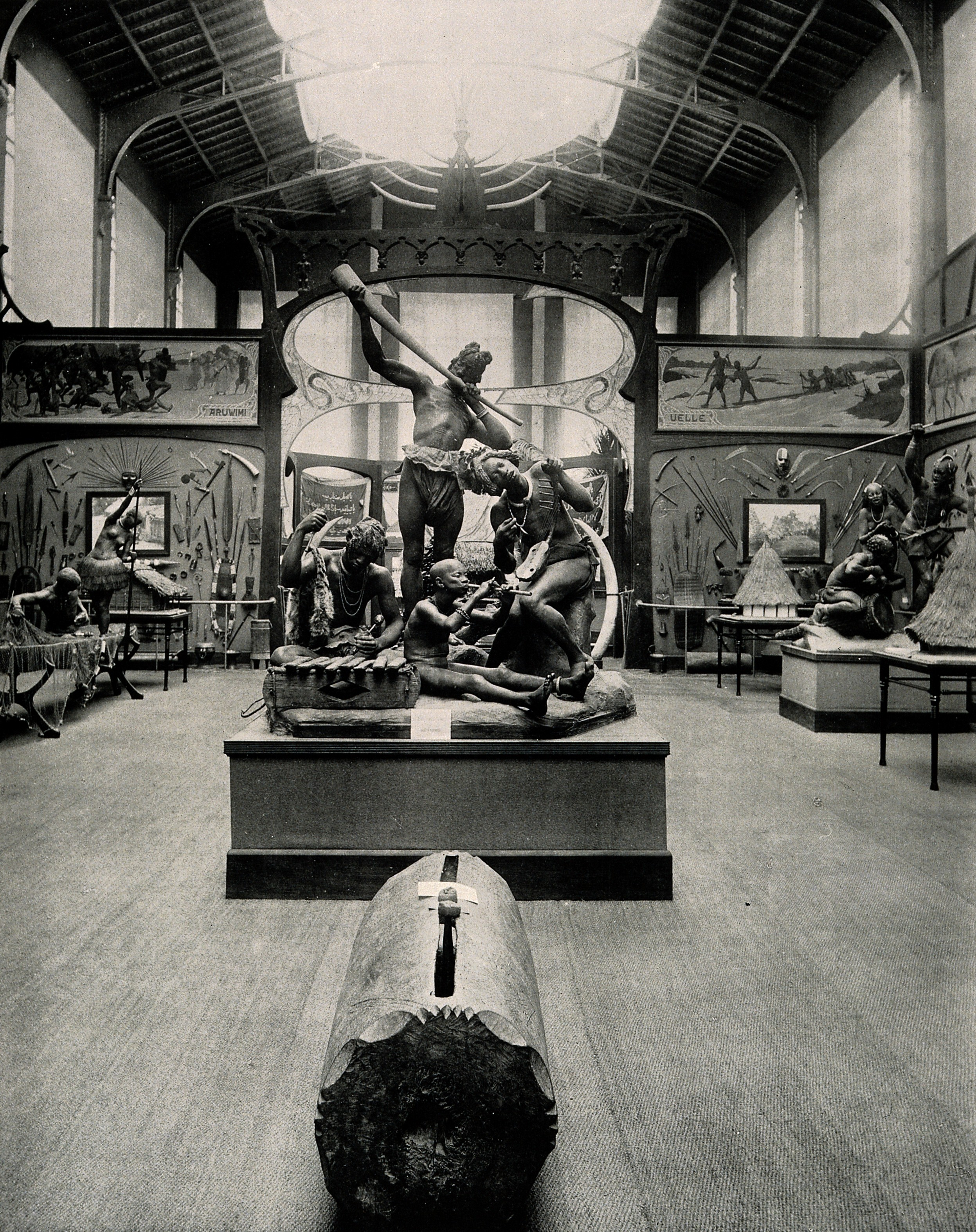
Tentoonstellingsruimte in het Congomuseum in Tervuren.
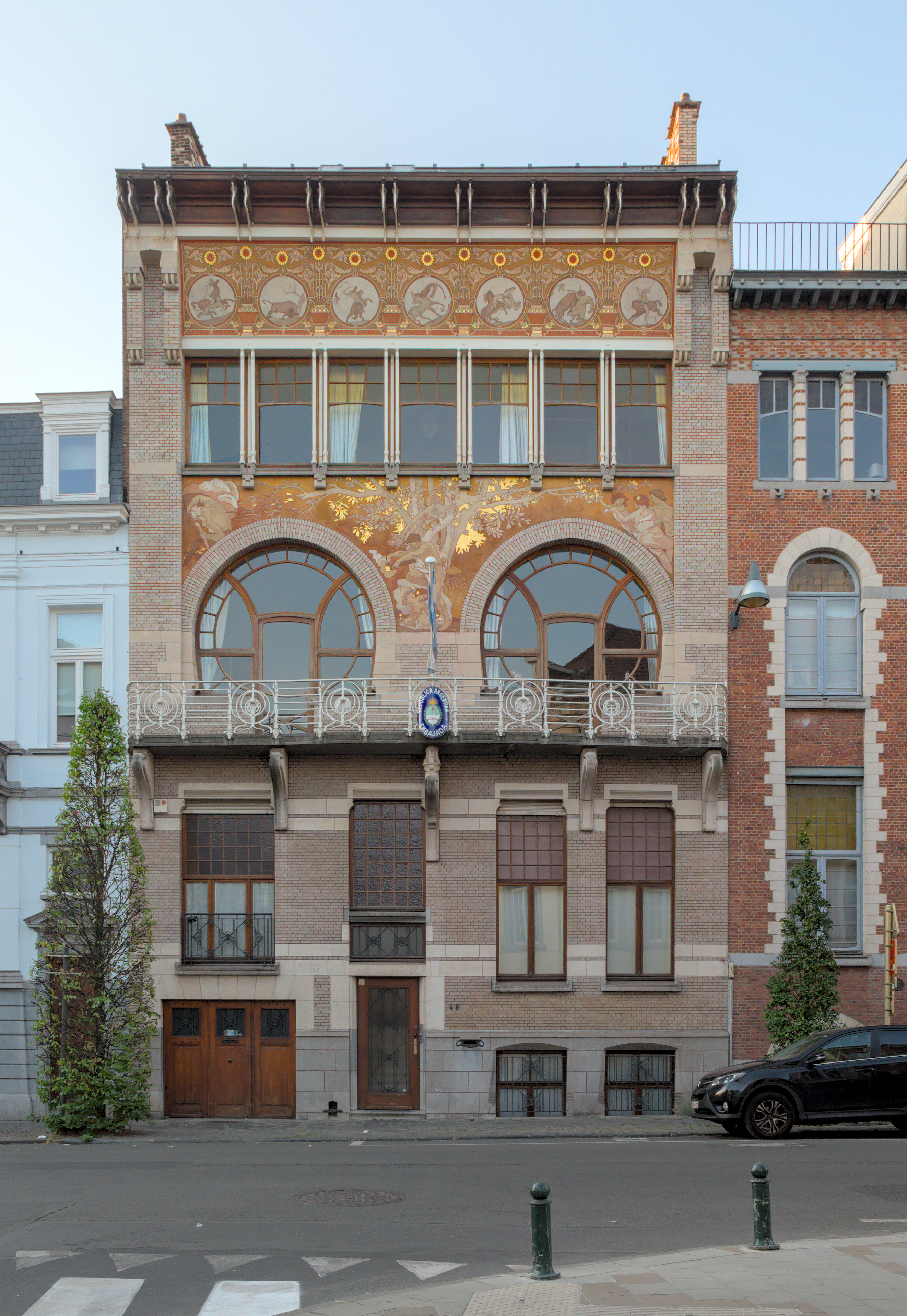
Hotel Ciamberlani in Elsene, 1897.
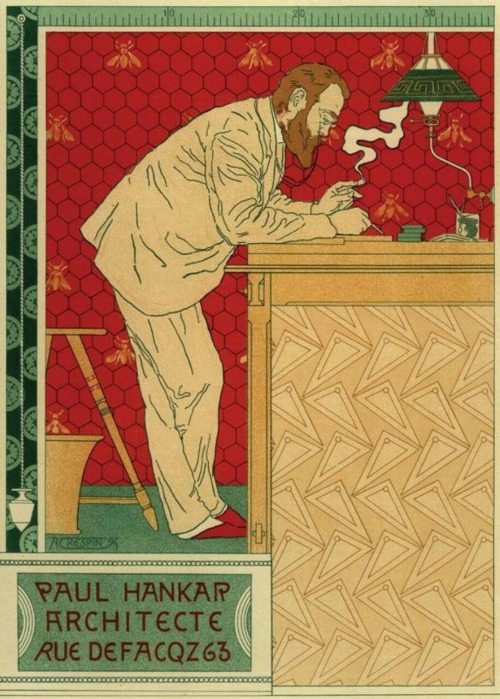
Afbeelding "Paul Hankar aan het werk", gemaakt door Adolphe Crespin in 1897.
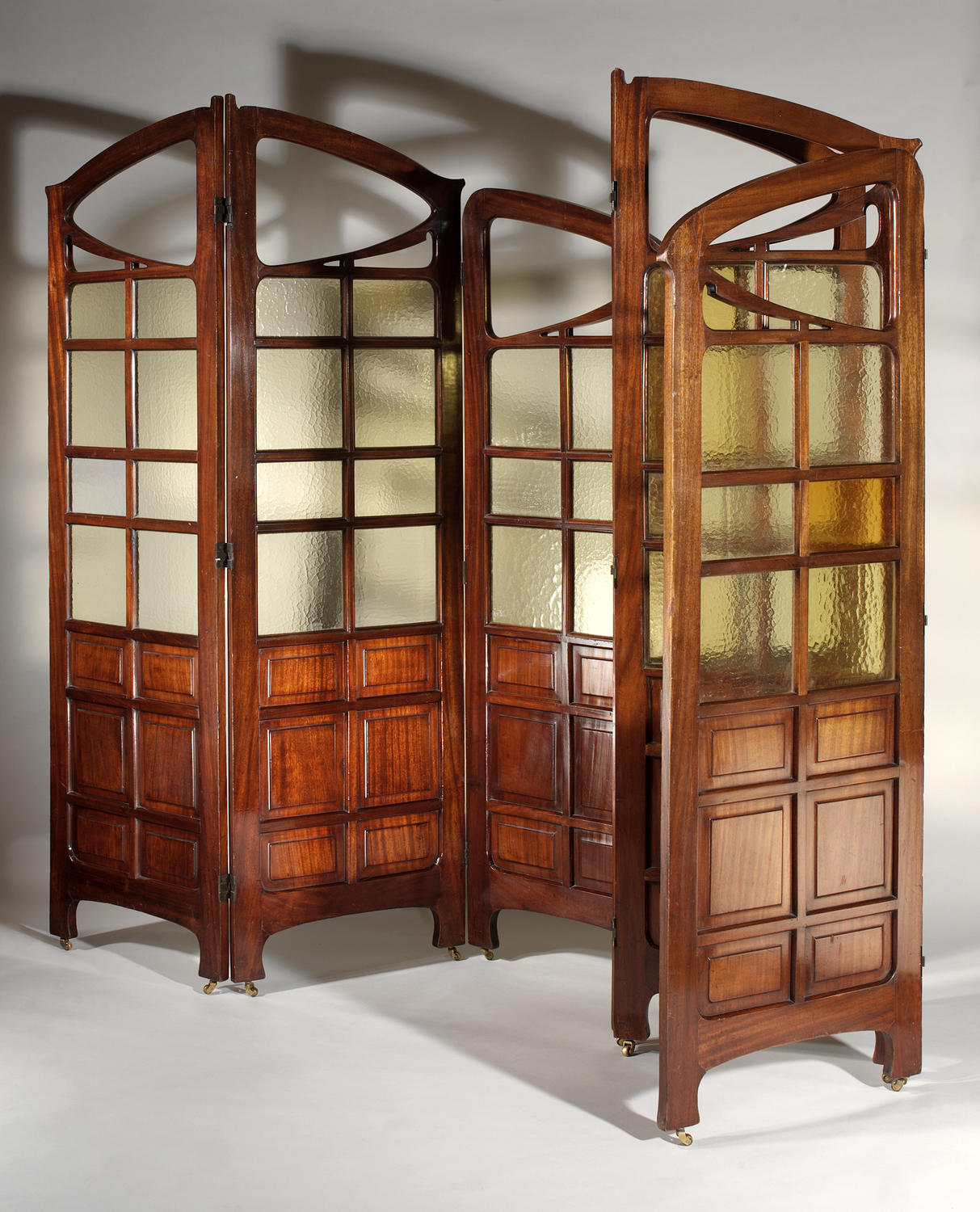
Twee kamerschermen voor het Grand Hotel, Collectie Koning Boudewijnstichting. (in depot bij Designmuseum Gent)